# Janet. World Tour
Il janet. World Tour  è stato il secondo tour della cantante e ballerina statunitense Janet Jackson, realizzato per promuovere l'album in studio janet., uscito il 18 maggio 1993. Il tour partì il 24 novembre 1993 da Cincinnati, Stati Uniti, e si concluse allo stadio di Wembley, Londra, il 22 aprile 1995, dopo aver fatto tappa in Asia, Australia e Europa.
La tournée attraversò quattro continenti e diciotto paesi nell'arco di 17 mesi per un totale di 123 date, diventando lo spettacolo con più tappe della carriera della cantante. Ottenne generalmente recensioni positive.

## Descrizione

### Lo show
La cantante faceva il suo ingresso sul palco con un abito completamente bianco ispirato agli abiti dei nativi americani, in cima ad uno schermo gigante, interpretando If. Dopo un medley di successi, lasciava il posto ad abiti da carnevale per il whimsical medley. Durante Alright lei e i ballerini indossavano zoot suit stile anni Quaranta, come quelle del video della canzone. Durante Any Time, Any Place, la cantante invitava sul palco un ragazzo scelto dal pubblico che veniva fatto sedere su una sedia mentre lei cantava sensualmente per lui. Per Rhythm Nation l'artista ed i suoi ballerini indossavano abiti ispirati a quelli della polizia, simili a quelli nel video del singolo, mentre interpretavano una coreografia militare. Durante la performance della Jackson di This Time, la coreografa dello show, Tina Landon, interpretava una fidanzata maltrattata. Infine la cantante concludeva lo spettacolo con uno stile grunge indossando blue jeans e camicie di flanella. Sul palco, diversi schermi video (racchiusi in cornici biomorfe ispirate a Gaudì) mostravano immagini di video della cantante, diapositive luccicanti di New York e Parigi o, come durante la canzone simil-techno Throb, gli schermi vorticavano con motivi colorati di curve frattali.

### Informazioni tecniche
Peter Morse e John McGraw coprogettarono l'illuminazione dello spettacolo con Michael Keller come tecnico delle luci. Robert Colby era il tecnico del suono.

### I costumi
I costumi furono disegnati e realizzati da Tanya Gill: oltre cento fra quelli della Jackson e quelli delle sue ballerine, con un contratto della durata di due anni. Il guardaroba comprendeva una gamma di capi che assimilavano ogni aspetto della moda anni Novanta come top e camicie di flanella, stivali con il mocassino con tacco e cappelli bianchi e piumati.

## Scaletta
1. If
2. Medley: What Have You Done for Me Lately/Nasty
3. Let's Wait Awhile
4. Come Back to Me
5. Throb
6. Medley: When I Think of You/Escapade/Miss You Much
7. Love Will Never Do (Without You)
8. Alright
9. What'll I Do
10. Any Time, Any Place
11. Where Are You Now
12. Again
13. And on and on
14. Black Cat
15. Rhythm Nation
16. This Time
17. That's the Way Love Goes
18. New Agenda

Encore:
1. Because of Love
2. You Want This
3. Whoops Now

## Date concerti
| Data             | Città              | Stato            | Luogo                                 |
| America del Nord | America del Nord   | America del Nord | America del Nord                      |
| ---------------- | ------------------ | ---------------- | ------------------------------------- |
| 24 novembre 1993 | Cincinnati         | Stati Uniti      | Riverfront Coliseum                   |
| 26 novembre 1993 | Toronto            | Canada           | SkyDome                               |
| 28 novembre 1993 | Landover           | Stati Uniti      | Capital Centre                        |
| 29 novembre 1993 | Landover           | Stati Uniti      | Capital Centre                        |
| 1º dicembre 1993 | Rosemont           | Stati Uniti      | Rosemont Horizon                      |
| 2 dicembre 1993  | Minneapolis        | Stati Uniti      | Target Center                         |
| 4 dicembre 1993  | Detroit            | Stati Uniti      | Joe Louis Arena                       |
| 17 dicembre 1993 | New York           | Stati Uniti      | Madison Square Garden                 |
| 18 dicembre 1993 | New York           | Stati Uniti      | Madison Square Garden                 |
| 22 dicembre 1993 | New York           | Stati Uniti      | Madison Square Garden                 |
| 23 dicembre 1993 | New York           | Stati Uniti      | Madison Square Garden                 |
| 28 dicembre 1993 | Providence         | Stati Uniti      | Providence Civic Center               |
| 30 dicembre 1993 | Hartford           | Stati Uniti      | Hartford Civic Center                 |
| 31 dicembre 1993 | New York           | Stati Uniti      | Madison Square Garden                 |
| 3 gennaio 1994   | Richfield Township | Stati Uniti      | Richfield Coliseum                    |
| 5 gennaio 1994   | Atlanta            | Stati Uniti      | Omni Coliseum                         |
| 6 gennaio 1994   | Atlanta            | Stati Uniti      | Omni Coliseum                         |
| 9 gennaio 1994   | Charlotte          | Stati Uniti      | Charlotte Coliseum                    |
| 12 gennaio 1994  | Birmingham         | Stati Uniti      | BJCC Coliseum                         |
| 14 gennaio 1994  | Richmond           | Stati Uniti      | Richmond Coliseum                     |
| 16 gennaio 1994  | Knoxville          | Stati Uniti      | Thompson–Boling Arena                 |
| 18 gennaio 1994  | Orlando            | Stati Uniti      | Orlando Arena                         |
| 20 gennaio 1994  | Miami              | Stati Uniti      | Miami Arena                           |
| 22 gennaio 1994  | St. Petersburg     | Stati Uniti      | Suncoast Dome                         |
| 24 gennaio 1994  | Albany             | Stati Uniti      | Knickerbocker Arena                   |
| 30 gennaio 1994  | Worcester          | Stati Uniti      | The Centrum                           |
| 31 gennaio 1994  | Filadelfia         | Stati Uniti      | The Spectrum                          |
| 3 febbraio 1994  | Indianapolis       | Stati Uniti      | Market Square Arena                   |
| 4 febbraio 1994  | Fairborn           | Stati Uniti      | Nutter Center                         |
| 6 febbraio 1994  | Peoria             | Stati Uniti      | Carver Arena                          |
| 7 febbraio 1994  | Milwaukee          | Stati Uniti      | Bradley Center                        |
| 12 febbraio 1994 | Tacoma             | Stati Uniti      | Tacoma Dome                           |
| 16 febbraio 1994 | San Jose           | Stati Uniti      | San Jose Arena                        |
| 17 febbraio 1994 | Sacramento         | Stati Uniti      | ARCO Arena                            |
| 18 febbraio 1994 | Oakland            | Stati Uniti      | Oakland–Alameda County Coliseum Arena |
| 24 febbraio 1994 | San Diego          | Stati Uniti      | San Diego Sports Arena                |
| Asia             |                    |                  |                                       |
| 25 marzo 1994    | Sasebo             | Giappone         | Huis Ten Bosch                        |
| 27 marzo 1994    | Osaka              | Giappone         | Osaka-jō Hall                         |
| 29 marzo 1994    | Tokyo              | Giappone         | Tokyo Dome                            |
| 30 marzo 1994    | Tokyo              | Giappone         | Tokyo Dome                            |
| America del Nord |                    |                  |                                       |
| 7 aprile 1994    | Inglewood          | Stati Uniti      | Great Western Forum                   |
| 8 aprile 1994    | Inglewood          | Stati Uniti      | Great Western Forum                   |
| 9 aprile 1994    | Inglewood          | Stati Uniti      | Great Western Forum                   |
| 14 aprile 1994   | San Jose           | Stati Uniti      | San Jose Arena                        |
| 16 aprile 1994   | Las Vegas          | Stati Uniti      | MGM Grand Garden Arena                |
| 20 aprile 1994   | Cuyahoga Falls     | Stati Uniti      | Blossom Music Center                  |
| 22 aprile 1994   | Albuquerque        | Stati Uniti      | Tingley Coliseum                      |
| 23 aprile 1994   | Las Cruces         | Stati Uniti      | Pan American Center                   |
| 24 aprile 1994   | Denver             | Stati Uniti      | McNichols Sports Arena                |
| 26 aprile 1994   | Salt Lake City     | Stati Uniti      | Delta Center                          |
| 27 aprile 1994   | Salt Lake City     | Stati Uniti      | Delta Center                          |
| 10 giugno 1994   | Columbia           | Stati Uniti      | Merriweather Post Pavilion            |
| 11 giugno 1994   | Columbia           | Stati Uniti      | Merriweather Post Pavilion            |
| 13 giugno 1994   | Vaughan            | Canada           | Kingswood Music Theatre               |
| 18 giugno 1994   | Mansfield          | Stati Uniti      | Great Woods Center                    |
| 21 giugno 1994   | Saratoga Springs   | Stati Uniti      | Saratoga Performing Arts Center       |
| 23 giugno 1994   | Burgettstown       | Stati Uniti      | Coca-Cola Star Lake Amphitheater      |
| 24 giugno 1994   | Filadelfia         | Stati Uniti      | The Spectrum                          |
| 26 giugno 1994   | Wantagh            | Stati Uniti      | Jones Beach Theater                   |
| 27 giugno 1994   | Wantagh            | Stati Uniti      | Jones Beach Theater                   |
| 30 giugno 1994   | Holmdel Township   | Stati Uniti      | Garden State Arts Center              |
| 3 luglio 1994    | Hershey            | Stati Uniti      | Hersheypark Stadium                   |
| 5 luglio 1994    | Milwaukee          | Stati Uniti      | Marcus Amphitheater                   |
| 6 luglio 1994    | Moline             | Stati Uniti      | The Mark of the Quad Cities           |
| 8 luglio 1994    | Bonner Springs     | Stati Uniti      | Sandstone Amphitheater                |
| 9 luglio 1994    | Maryland Heights   | Stati Uniti      | Riverport Amphitheatre                |
| 12 luglio 1994   | Hoffman Estates    | Stati Uniti      | Poplar Creek Music Theater            |
| 13 luglio 1994   | Hoffman Estates    | Stati Uniti      | Poplar Creek Music Theater            |
| 18 luglio 1994   | Clarkston          | Stati Uniti      | Pine Knob Music Theatre               |
| 19 luglio 1994   | Richfield Township | Stati Uniti      | Coliseum at Richfield                 |
| 21 luglio 1994   | Cincinnati         | Stati Uniti      | Riverbend Music Center                |
| 23 luglio 1994   | Noblesville        | Stati Uniti      | Deer Creek Music Center               |
| 24 luglio 1994   | Columbus           | Stati Uniti      | Polaris Amphitheater                  |
| 26 luglio 1994   | New York           | Stati Uniti      | Radio City Music Hall                 |
| 27 luglio 1994   | New York           | Stati Uniti      | Radio City Music Hall                 |
| 29 luglio 1994   | Raleigh            | Stati Uniti      | Hardee's Walnut Creek Amphitheatre    |
| 31 luglio 1994   | Atlanta            | Stati Uniti      | Coca-Cola Lakewood Amphitheatre       |
| 1º agosto 1994   | New Orleans        | Stati Uniti      | Louisiana Superdome                   |
| 2 agosto 1994    | The Woodlands      | Stati Uniti      | Cynthia Woods Mitchell Pavilion       |
| 3 agosto 1994    | Dallas             | Stati Uniti      | Coca-Cola Starplex Amphitheatre       |
| 5 agosto 1994    | Greenwood Village  | Stati Uniti      | Fiddler's Green Amphitheatre          |
| 9 agosto 1994    | Irvine             | Stati Uniti      | Irvine Meadows Amphitheatre           |
| 10 agosto 1994   | San Bernardino     | Stati Uniti      | Blockbuster Pavilion                  |
| 12 agosto 1994   | Mountain View      | Stati Uniti      | Shoreline Amphitheatre                |
| 14 agosto 1994   | George             | Stati Uniti      | The Gorge Amphitheatre                |
| Oceania          |                    |                  |                                       |
| 6 febbraio 1995  | Brisbane           | Australia        | Brisbane Entertainment Centre         |
| 7 febbraio 1995  | Brisbane           | Australia        | Brisbane Entertainment Centre         |
| 10 febbraio 1995 | Sydney             | Australia        | Sydney Entertainment Centre           |
| 11 febbraio 1995 | Sydney             | Australia        | Sydney Entertainment Centre           |
| 12 febbraio 1995 | Sydney             | Australia        | Sydney Entertainment Centre           |
| 15 febbraio 1995 | Sydney             | Australia        | Sydney Entertainment Centre           |
| 17 febbraio 1995 | Melbourne          | Australia        | National Tennis Centre                |
| 18 febbraio 1995 | Melbourne          | Australia        | National Tennis Centre                |
| 20 febbraio 1995 | Melbourne          | Australia        | National Tennis Centre                |
| 21 febbraio 1995 | Adelaide           | Australia        | Adelaide Entertainment Centre         |
| 23 febbraio 1995 | Perth              | Australia        | Perth Entertainment Centre            |
| Asia             |                    |                  |                                       |
| 27 febbraio 1995 | Singapore          | Singapore        | Singapore Indoor Stadium              |
| 28 febbraio 1995 | Singapore          | Singapore        | Singapore Indoor Stadium              |
| 3 marzo 1995     | Pasay              | Filippine        | Folk Arts Theater                     |
| 5 marzo 1995     | Bangkok            | Thailandia       | Indoor Stadium Huamark                |
| 6 marzo 1995     | Bangkok            | Thailandia       | Indoor Stadium Huamark                |
| Europa           |                    |                  |                                       |
| 8 marzo 1995     | Oslo               | Norvegia         | Oslo Spektrum                         |
| 9 marzo 1995     | Copenaghen         | Danimarca        | Forum Copenhagen                      |
| 11 marzo 1995    | Stoccolma          | Svezia           | Globe Arena                           |
| 14 marzo 1995    | Berlino            | Germania         | Arena Berlin                          |
| 16 marzo 1995    | Amburgo            | Germania         | Alsterdorfer Sporthalle               |
| 21 marzo 1995    | Rotterdam          | Paesi Bassi      | Sportpaleis van Ahoy                  |
| 22 marzo 1995    | Rotterdam          | Paesi Bassi      | Sportpaleis van Ahoy                  |
| 25 marzo 1995    | Tolosa             | Francia          | Palais des Sports de Toulouse         |
| 26 marzo 1995    | Barcellona         | Spagna           | Palau Sant Jordi                      |
| 29 marzo 1995    | Marsiglia          | Francia          | Le Dôme de Marseille                  |
| 31 marzo 1995    | Zurigo             | Svizzera         | Hallenstadion                         |
| 1º aprile 1995   | Monaco di Baviera  | Germania         | Olympiahalle                          |
| 4 aprile 1995    | Sheffield          | Regno Unito      | Sheffield Arena                       |
| 7 aprile 1995    | Birmingham         | Regno Unito      | NEC Arena                             |
| 8 aprile 1995    | Londra             | Regno Unito      | London Docklands Arena                |
| 10 aprile 1995   | Parigi             | Francia          | Palais Omnisports de Paris-Bercy      |
| 11 aprile 1995   | Stoccarda          | Germania         | Hanns-Martin-Schleyer-Halle           |
| 13 aprile 1995   | Francoforte        | Germania         | Festhalle Frankfurt                   |
| 15 aprile 1995   | Dortmund           | Germania         | Westfalenhallen                       |
| 19 aprile 1995   | Londra             | Regno Unito      | Wembley Arena                         |
| 20 aprile 1995   | Londra             | Regno Unito      | Wembley Arena                         |
| 22 aprile 1995   | Londra             | Regno Unito      | Wembley Arena                         |

## Personale
Band
- Direttore musicale/tastiere: Rex Salas
- Batteria: Jonathan Moffett, John Roberts
- Tastiere: Eric Daniels, Brian Simpson
- Percussioni: Terry Santiel
- Chitarra: David Barry
- Basso: Sam Sims
- Coristi: Stacy Campbell, Romeo Johnson e Lisa Taylor

Ballerini
- Tina Landon (coreografie)
- Sean Cheesman
- Cynthia Davila
- Shawnette Heard
- Omar Lopez
- Tish Oliver
- Jennifer Lopez (in alcune tappe)
- Kelly Konno
- Nikki Pantenburg
- Jossie Harris (nelle tappe australiane)
- Tamsier Joof "Tam Jo" Aviance (nelle tappe europee)